# Бирнс, Эндрю
Джеймс Эндрю Бирнс (англ. James Andrew Byrnes; род. 22 мая 1983, Торонто) — канадский гребец, выступавший за сборную Канады по академической гребле в период 2005—2012 годов. Чемпион летних Олимпийских игр в Пекине, серебряный призёр Олимпийских игр в Лондоне, чемпион мира, победитель этапов Кубка мира, победитель и призёр многих регат национального и международного значения.

## Биография
Эндрю Бирнс родился 22 мая 1983 года в городе Торонто провинции Онтарио. Детство провёл в Итаке, штат Нью-Йорк, окончил местную старшую школу. Имеет двойное гражданство Канады и США.
Заниматься академической греблей начал в 2000 году, состоял в гребных командах во время учёбы в Бэйтс-колледже и в Пенсильванском университете, неоднократно принимал участие в различных студенческих регатах. Позже проходил подготовку в гребном клубе «Норт-Стар» в Дартмуте.
Впервые заявил о себе в гребле на международном уровне в сезоне 2005 года, когда вошёл в состав канадской национальной сборной и побывал на молодёжном чемпионате мира в Амстердаме, откуда привёз награду бронзового достоинства, выигранную в зачёте распашных рулевых восьмёрок.
Начиная с 2006 года выступал среди взрослых спортсменов, в частности в этом сезоне в рулевых двойках взял бронзу на чемпионате мира в Итоне.
В 2007 году в восьмёрках был лучшим на этапах Кубка мира в Линце и Люцерне, а также победил на мировом первенстве в Мюнхене.
Выиграв этап Кубка мира 2008 года в Люцерне, благополучно прошёл отбор на летние Олимпийские игры в Пекине. В программе восьмёрок обошёл всех своих соперников в финале, в том числе более чем на секунду опередил ближайших преследователей из Великобритании, и тем самым завоевал золотую олимпийскую медаль. За это выдающееся достижение впоследствии все члены этого экипажа были введены в Канадский зал славы спорта.
После пекинской Олимпиады Бирнс остался в составе гребной команды Канады на ещё один олимпийский цикл и продолжил принимать участие в крупнейших международных регатах. Так, в 2009 году в восьмёрках он выиграл серебряные медали на этапе Кубка мира в Люцерне и на мировом первенстве в Познани, в то время как на этапе Кубка мира в Баньолесе стал бронзовым призёром в парных четвёрках.
На чемпионате мира 2010 года в Карапиро в восьмёрках сумел квалифицироваться лишь в утешительный финал В и расположился в итоговом протоколе соревнований на седьмой строке.
В 2011 году получил бронзу на мировом первенстве в Бледе.
Благодаря череде удачных выступлений удостоился права защищать честь страны на Олимпийских играх 2012 года в Лондоне. На сей раз программе восьмёрок финишировал в решающем заезде вторым позади экипажа из Германии и таким образом добавил в послужной список серебряную олимпийскую награду. Вскоре по окончании лондонской Олимпиады принял решение завершить карьеру профессионального спортсмена.